# Rolf Schimpf
Rolf Schimpf (Berlijn, 14 november 1924 – München, 22 maart 2025) was een Duits acteur.
Schimpf, zoon van marine-officier Hans Schimpf, is in Nederland bekend geworden als Hauptkommissar Leo Kress in de televisieserie Der Alte. Hij volgde Siegfried Lowitz na 100 afleveringen op en speelde in de afleveringen 101-322. Zijn assistent Kriminalhauptmeister Gerd Heymann, gespeeld door Michael Ande, speelde ook in de eerste 100 afleveringen mee.
In Duitsland is hij ook bekend van de serie Hafenkrankenhaus  (1968), Meine Tochter - Unser Fräulein Doktor (1970),  Mein Bruder - Der Herr Doktor Berger (1972).
Hij speelde gastrollen in onder meer SOKO 5113,  Die Schwarzwaldklinik, Sturm der Liebe en  Tatort.
Rolf Schimpf was sinds 1968 getrouwd met actrice Ilse Zielstorff (1935-2015) en ze woonden sinds 2010 in een verzorgingshuis in München-Neufriedenheim. In november 2024 werd hij 100 jaar en hij overleed vier maanden later, op 22 maart 2025.

## Filmografie
- 1958: Der kaukasische Kreidekreis
- 1964–1966: Hafenpolizei (televisieserie, 3 afleveringen)
- 1964: Die Fernfahrer: Die Kontrolle
- 1965: Die eigenen vier Wände
- 1965: Gestatten, mein Name ist Cox – Springen gehört zum Handwerk
- 1966: Preis der Freiheit
- 1966: Intercontinental Express – Die Puppe mit dem Porzellankopf (televisieserie)
- 1967: Polizeifunk ruft: Gefährlicher Spaziergang (televisieserie)
- 1967: Bürgerkrieg in Rußland (televisie-vijfdeler)
- 1967: Dreizehn Briefe (Fernsehserie)
- 1968: Cliff Dexter (televisieserie): Tod auf dem Golfplatz (televisieserie)
- 1968: Hafenkrankenhaus
- 1968: Vier Stunden von Elbe 1
- 1968: Feldwebel Schmid
- 1969: Ida Rogalski
- 1969: Dem Täter auf der Spur – Das Fenster zum Garten (televisieserie)
- 1970: Die Kriminalerzählung (televisieserie, 1 aflevering)
- 1970: Das Chamäleon
- 1970: Der Polizeiminister
- 1971: Kolibri
- 1971: Tatort – Frankfurter Gold
- 1972: Adele Spitzeder
- 1972: Privatdetektiv Frank Kross: Gefüllte Pralinen
- 1972: Verrat ist kein Gesellschaftsspiel
- 1973: Die Powenzbande
- 1973: Hamburg Transit: Zwölf Wochen umsonst
- 1973: Die Kriminalerzählung (televisieserie, 1 aflevering)
- 1974: Okay S.I.R.: Schutzengel
- 1974: Tatort – Der Mann aus Zimmer 22
- 1974: Graf Yoster gibt sich die Ehre: Der Papageienkäfig
- 1975: Kommissariat 9 – Ich bin ein Europäer
- 1975: Hoftheater – Warum weinen Sie, Mörder Müller?
- 1976: Inspektion Lauenstadt (televisieserie, 4 afleveringen)
- 1976: Tatort – Augenzeuge
- 1976: Aus nichtigem Anlaß
- 1977: Es muß nicht immer Kaviar sein (13-delige miniserie)
- 1978–1979: Ein Kapitel für sich (televisieserie)
- 1978–1986: SOKO 5113 (televisieserie, 33 afleveringen)
- 1979: Achtung Zoll!
- 1979: Tatort – Die Kugel im Leib
- 1979: Lena Rais
- 1979: Die Protokolle des Herrn M. (13-delige miniserie)
- 1980: Tatort – Kein Kinderspiel
- 1981–1982: Büro, Büro
- 1982: Zwei Tote im Sender und Don Carlos im PoGl
- 1982: Die unsterblichen Methoden des Franz Josef Wanninger (televisieserie, 1 aflevering)
- 1983: Die Krimistunde (televisieserie, 1 aflevering)
- 1983: Die Geschwister Oppermann
- 1983: Tatort – Mord ist kein Geschäft
- 1983: Der Sheriff von Linsenbach
- 1983: Der Androjäger (televisieserie, 1 aflevering)
- 1983: Nesthäkchen
- 1984: Mensch Bachmann
- 1985: Sterne fallen nicht vom Himmel
- 1986: Es muss nicht immer Mord sein (televisieserie, 1 aflevering)
- 1986: Die Schwarzwaldklinik (televisieserie, 3 afleveringen)
- 1986–2007, 2009: Der Alte (televisieserie, 223 afleveringen)
- 1988: Drei D
- 1991: Die liebe Familie (televisieserie, 1 aflevering)
- 1992: Babylon – Im Bett mit dem Teufel
- 1998: Derrick – Das Abschiedsgeschenk
- 2004: Tatort – Bienzle und der steinerne Gast
- 2009: Sturm der Liebe (televisieserie, 3 afleveringen)
- 2010: Mondreise (korte film)
- 2010: Achtung Baby!